# Riu Sarria
El Sarria, també anomenat Oribio en una part del seu recorregut, és un riu de la província de Lugo, a Galícia. És afluent del riu Neira, que és afluent del Miño.
El seu topònim significa "corrent fluvial" i ha donat nom a un municipi, una comarca, un comtat, una jurisdicció, un marquesat, dos monestirs, un partit judicial, una terra, una vila i diverses parròquies. Té 57 km de longitud i drena 309 km² de superfície.
Es forma amb les aigües que baixen des dels Montes da Meda, Oribio i Albela, al municipi de Triacastela. Després passa pel municipi de Samos, pel de Sarria i posteriorment fa de límit entre els d'O Páramo i Láncara. En aquest últim desemboca al Neira a prop d'A Pobra de San Xiao.